# Jurisprudencia (México)
En México, la Jurisprudencia es la interpretación y alcance de los preceptos jurídicos que emite un órgano jurisdiccional al resolver los asuntos que son puestos a su consideración, resultando obligatoria a otros órganos jurisdiccionales de menor jerarquía. El sistema jurídico mexicano prevé la figura de la jurisprudencia en los artículos 215 al 230 de la Ley de Amparo. Es una figura procesal relativa al juicio de amparo y tiene como finalidad crear certidumbre jurídica para que los casos que son puestos a consideración de juzgadores, sean resueltos en igual sentido y así evitar criterios contradictorios.

## Formación de la Jurisprudencia
La jurisprudencia puede ser formada a través de dos medios: por reiteración de tesis o por contradicción de tesis. El primero de ellos consiste en que cinco sentencias sobre el mismo tema sean resueltas en el mismo sentido de manera ininterrumpida. Adicionalmente, las sentencias deberán ser resueltas con una votación idónea. En el caso de las Salas de la Suprema Corte de Justicia de la Nación, la votación idónea para integrar jurisprudencia es de cuatro votos a favor de un cinco en total. En el caso de que se trate de asuntos resueltos por el Pleno de la Suprema Corte de Justicia de la Nación, la votación deberá ser de ocho votos a favor, permitiendo tres votos en contra. La jurisprudencia emitida por Tribunales Colegiados de Circuito sobre cuestiones de su competencia (cuestiones de legalidad, procedimiento o constitucionalidad de leyes locales, entre otros) deberá ser por unanimidad de los tres magistrados. 
La jurisprudencia por contradicción de tesis tiene su inicio cuando se denuncian criterios divergentes o contrarios por las Salas de la Suprema Corte de Justicia de la Nación o por Tribunales Colegiados de Circuito. La contradicción puede ser denunciada por los Magistrados integrantes de los Tribunales Colegiados, los Ministros de las Salas o las partes que intervinieron en el juicio que dio lugar a la contradicción. 
La contradicción de tesis entre Tribunales Colegiados de Circuito puede ser resuelta por las Salas o el Pleno de la Suprema Corte de Justicia de la Nación. En cambio, la contradicción de tesis entre Salas de la Suprema Corte de Justicia de la Nación únicamente podrá ser resuelta por el Pleno de esta.
Para que exista contradicción de tesis, es necesario que tenga lugar entre órganos de igual jerarquía, por lo que no puede tener lugar entre una Sala de la Suprema Corte y un Tribunal Colegiado.
A diferencia de la jurisprudencia por reiteración, la jurisprudencia por contradicción de tesis no requiere que exista votación idónea para su formación.  
Es importante mencionar que en adición a la jurisprudencia por reiteración y contradicción de tesis, la Suprema Corte de Justicia de la Nación ha resuelto que los razonamientos expuestos en las sentencias de controversias constitucionales y acciones de inconstitucionalidad, también tienen el carácter de jurisprudencia. Sin embargo, a diferencia de la jurisprudencia por reiteración, por contradicción de tesis y trate sobre la inconstitucionalidad de una ley o reglamento, no tiene como efecto la derogación o nulificación del ordenamiento declarado inconstitucional. El efecto de la jurisprudencia sobre la inconstitucionalidad de un ordenamiento únicamente da lugar a que, los tribunales que resuelvan sobre asuntos donde fue aplicada la ley declarada inconstitucional, apliquen la jurisprudencia, dejando de aplicar la ley inconstitucional en los términos que la jurisprudencia establezca.
La jurisprudencia tiene efectos procesales en el juicio de amparo, pues los recursos de revisión derivados de juicios de amparo indirectos en que se impugna una ley federal que ya ha sido declarada inconstitucional mediante jurisprudencia podrán ser resueltos por los Tribunales Colegiados de Circuito, sin que sea necesario remitir el recurso de revisión a la Suprema Corte de Justicia de la Nación.
Otro ejemplo del efecto de la jurisprudencia podemos verla en los juicios contenciosos administrativos, en los que los tribunales que se ocupan de dichos juicios también se verán obligados a aplicar la jurisprudencia sobre la inconstitucionalidad de una ley al resolver sobre actos administrativos que se apoyan en dicha ley. Al respecto, la Suprema Corte de Justicia ha resuelto que los tribunales contenciosos administrativos, como es Tribunal Federal de Justicia Fiscal y Administrativa deberá aplicar la jurisprudencia; sin embargo, no podrá hacerlo por analogía, sino sólo en los casos que expresamente se refieren a la ley que la jurisprudencia se ocupa.

## Interrupción y modificación de la Jurisprudencia
Para que una jurisprudencia sea interrumpida, el mismo órgano que creó que dicha jurisprudencia deberá emitir una sentencia en sentido contradictorio. Asimismo, es necesario que la sentencia que interrumpe la jurisprudencia sea emitida con la misma votación idónea para integrarla, es decir, por cuatro votos si se trata de una Sala de la Suprema Corte de Justicia, por ocho votos si es por el Pleno de la Suprema Corte y por unanimidad si es de un Tribunal Colegiado de Circuito.
Cuando una jurisprudencia es interrumpida, pierde el carácter obligatorio. Por esta razón, los tribunales inferiores que anteriormente se veían obligados a acatar la jurisprudencia tendrán libertad de decidir si siguen el criterio de la jurisprudencia interrumpida, el criterio de la sentencia que la interrumpe o, incluso, un distinto criterio.
La modificación de la jurisprudencia tiene lugar cuando los Ministros de la Suprema Corte de Justicia de la Nación o los Magistrados de los Tribunales Colegiados de Circuito solicitan al órgano que emitió la jurisprudencia su modificación. Sobre el particular, la Suprema Corte de Justicia ha determinado que la modificación de la jurisprudencia no está limitada a elementos accidentales de la jurisprudencia, sino que puede alterarse su esencia e incluso su sentido.

## Publicación de la Jurisprudencia
La jurisprudencia del Pleno y Salas de la Suprema Corte de Justicia de la Nación y de los Tribunales Colegiados de Circuito son publicadas en el Semanario Judicial de la Federación, donde se señala el rubro, texto y precedentes que integran cada una de las jurisprudencias.
La Suprema Corte de Justicia ha resuelto mediante jurisprudencia que para que una jurisprudencia sea obligatoria no es necesaria que esta sea publicada, sino que se cumplan con los requisitos que establecen los artículos 192 y 193 de la Ley de Amparo.
Las sentencias que resuelven las acciones de inconstitucionalidad y controversias constitucionales son publicadas en el Diario Oficial de la Federación..